# Bases Loaded II: Second Season
Bases Loaded II: Second Season (Moero 3!! Pro Yakyuu '88 - Kettei Ban en Japón) es un videojuego para el NES lanzado en 1988. Este es la secuela de Bases Loaded y es continuado por Bases Loaded 3. A diferencia del original, Bases Loaded II (y las secuelas) fue desarrollado directamente para las consolas de Nintendo y nunca hubo una versión arcade.
El juego es la segunda entrega de la serie Bases Loaded. La serie atravesó tres generaciones de consolas y ocho entregas totales. El original Bases Loaded era un juego que Jaleco portó al NES. Sólo el Bases Loaded original era un juego de arcade, el resto de la serie era exclusivo a sus consolas particulares. Hay cuatro videojuegos en la serie de Bases Loaded de NES, Bases Loaded II: Second Season, Bases Loaded 3 y Bases Loaded 4. También hubo una versión de Game Boy de Bases Loaded. La serie continuó en la plataforma SNES con Super Bases Loaded, Super Bases Loaded 2, y Super Bases Loaded 3. La última entrada a la serie fue Bases Loaded '96: Double Header, lazado para las consolas Sega Saturn y PlayStation.

## Jugabilidad
Como su precursor, Bases Loaded II ofrece tanto modo single-game como single-player "carrera de banderín". En "la carrera de banderín", un jugador debe conseguir primero al menos un récord de 75-55 durante la temporada regular, luego ganar un mejor-de-7 en la "Serie Mundial" en contra de NY o LA dependiendo de si han elegido un equipo de la liga oriental u occidental, respectivamente.
Aunque algunas características siguen siendo las mismas entre Bases Loaded y Bases Loaded II (por ejemplo, la misma liga ficticia de 12 equipos vuelve en este juego, con nuevos actores). Cabe destacar que todos los jugadores en el equipo de Washington, D.C se nombran después de famosos políticos, mientras que todos los jugadores de Los Ángeles toman sus nombres de luminarias de Hollywood. Además, uno de los lanzadores de Hawái es llamado Ho), hay varios cambios notables. Una nueva característica es el "biorritmo"; los jugadores en el juego tenían "biorritmos" que podían ser supervisados para asegurar el funcionamiento óptimo. Bases Loaded II tenía la acción de juego un poco más rápida entonces que el juego original, y el punto de vista una vez en el balón era éxito en el juego era diferente también. En Bases Loaded la vista era desde detrás del home plate, mientras que en Bases Loaded II la vista era cualquiera desde la línea de la primera base si la pelota era golpeada al campo izquierdo, o de la línea de la tercera base si la pelota fuera golpeada en el campo derecho.